# Hail to England
Hail To England es el tercer álbum de estudio de la banda estadounidense de heavy metal, Manowar, lanzado en el año 1984 por Music for Nations. 
Este disco fue lanzado como reconocimiento hacia sus fanes ingleses, como su título lo indica.

## Lista de canciones
1. "Blood Of My Enemies" – 4:15
2. "Each Dawn I Die" – 4:20
3. "Kill With Power" – 3:57
4. "Hail To England" – 4:24
5. "Army Of The Immortals" – 4:24
6. "Black Arrows" – 3:06
7. "Bridge Of Death" – 8:58

Todas las canciones han sido escritas por Joey Demaio excepto 'Each Dawn I Die' y 'Army of the Immortals', escritos por Ross the Boss y Joey DeMaio.

## Créditos
- Joey DeMaio, bajo
- Eric Adams, voz
- Ross the Boss, guitarra
- Scott Columbus, batería

## Versiones
- La banda de death metal sueca Edge of Sanity, versionó 'Blood of my Enemies' en su álbum The Spectral Sorrows.
- La banda de death metal melódico Arch Enemy versionó 'Kill with Power' en su EP Dead Eyes See No Future.